# The Promise (Deborah Cox-album)
The Promise är det femte studioalbumet av den kanadensiska R&B-sångerskan Deborah Cox, utgivet den 11 november 2008 via Deco Recording Group och Image Entertainment.
Medan sångerskans förra album Destination Moon var en jazz-tribut markerar detta album hennes återkomst till hennes R&B-rötter. Sångerskan intensifierade arbetet på sitt femte studioalbum under 2007 med musikproducenter som John Legend, Jimmy Jam & Terry Lewis, Big Jim Wright och Shep Crawford. För att kunna ha mer kontroll över sin musik och karriär grundade sångerskan sitt eget skivbolag, Deco Recording Group. The Promise blev sångerskans första albumrelease som fristående artist. Albumet debuterade på en 106:e plats på Billboard 200 och misslyckades att klättra högre. Det gjorde bättre ifrån sig på Billboards förgreningslistor och klättrade till en 14:e plats på USA:s R&B-albumlista Billboard Top R&B/Hip-Hop Albums. Tre singlar släpptes från CD:n, bland annat Deborah Coxs tionde förstaplatshit på USA:s danslista, "Beautiful U R".
Vid 2009 års Juno Awards nominerades The Promise för "R&B/Soul Recording of the Year".

## Bakgrund
I tidiga 2008 grundade Deborah och hennes make Lascelles Stephens sångerskans eget skivbolag Deco Recording Group som distribueras av Image Entertainment. Efter Deborahs jazz-tribut, Destination Moon (2007) bestämde sig sångerskan för att åter göra ett R&B-album, sitt första på 6 år. "Det känns som att komma hem igen" förklarade sångerskan i en intervju och fortsatte; "Jag har alltid varit en artist som älskar att utforska olika stilar och inte bara köra i samma genre, men det här är ändå mina rötter." Skivans titelspår skrevs tillsammans med R&B-stjärnan John Legend som sångerskan jobbade med för första gången. Samarbeten med producenter som Devo Springsteen, the Avila Brothers och Shep Crawford ägde även rum. "Det finns inget tilltvingat på den här skivan, vi bara skrev från våra hjärtan."

## Innehåll
The Promise första spår är balladen "Love Is Not Made In Words" som samplar Young and the Restless introlåt. Instrumentalt är låten uppbyggd kring ett piano. Cox sjunger i låten att kärleksintresset måste visa hur mycket han älskar henne istället för att bara berätta det.
Det tredje spåret, och albumets första singel "Did You Ever Love Me", också en ballad, skrevs av sångerskan och producerades av Terry Lewis. Titelspåret till CD:n komponerades av R&B-artisten John Legend och sjungs nästan helt acapella med endast ett piano. Låten fick positiv kritik och beskrevs som liknande Toni Braxtons stil. "Saying Goodbye", den tredje singeln, fick goda recensioner av media. Låtens handling cirkulerar kring en bitter skilsmässa. I refrängen sjunger sångerskan; "Thank you for saying goodbye, making me cry, leaving me here all alone in the dark. You save my life, that beautiful night, you said goodbye". Det femte spåret och skivans andra singel, "Beautiful U R", en av de få upptempolåtarna på skivan, producerades av The Avila Brothers. Låten är en självförtroendeingivande hymn till kvinnor som blivit trampade på.
"All Over Me", skivans sjunde spår, beskrevs av Billboard som "sensuell" och har influenser av Janet Jackson. The Promise slutar med två medel-tempo spår, "Down 4 U" och "Where Do We Go 2" båda fick positiv kritik främst den förstnämnda.

## Låtlista
1. Love Is Not Made In Words (Cox, Harris, Lewis, Wright) – 4:11
2. You Know Where My Heart Is (Cox, Craskey, Harris, Estelle) – 3:55
3. Did You Ever Love Me (Cox, Harris, Lewis, Wright) – 4:37
4. Saying Goodbye (Crawford, Crawford) – 4:20
5. Beautiful U R (Avila, Avila, Cox, Najera, Salter, Thomson, Wright) – 4:10
6. The Promise (Harris, Legend, Springsteen) – 3:31
7. All Over Me (Cox, Harris, Lewis, Stephens, Wright) – 3:37
8. All Hearts Aren't Shaped The Same (Harris, Lewis, Wright) – 3:40
9. Down 4 U (Avila, Avila, Cox, Najera, Salter, Wright) – 4:08
10. Where Do We Go 2 (Crawford, Shaw, Thomas) – 3:39

## Listor
| Listor (2008)                         | Topp position |
| ------------------------------------- | ------------- |
| U.S. Billboard 200                    | 106           |
| U.S. Billboard Top R&B/Hip-Hop Albums | 14            |
| U.S. Billboard Top Independent Albums | 8             |
| Canadian Albums Chart                 | 95            |
| Top Canadian R&B/Hip-Hop Albums Chart | 9             |